# Nya Zeeland i olympiska vinterspelen 1968
Nya Zeeland deltog med sex deltagare vid de olympiska vinterspelen 1968 i Grenoble. Ingen av landets deltagare erövrade någon medalj.